# Ярзуткина, Нина Васильевна
Ни́на Васи́льевна Ярзу́ткина (р. 18 сентября 1984, Обнинск, Калужская область, СССР) — российская волейболистка.

## Биография
Родилась 18 сентября 1984 года в городе Обнинске Калужской области.
В 1990—1998 годах училась в обнинской школе № 7. В 1998—2000 годах училась в школе № 2 имени В. В. Дагаева Лосино-Петровского. В 2000—2001 годах училась в школе № 72 Тулы.
В 2001—2006 годах заочно училась на экономическом факультете Московского государственного университета экономики, статистики и информатики.
В 2009 году заочно окончила факультет физической культуры Московской государственной академии физической культуры.
В сезоне 2004—2005 года играла за ВК «Заречье-Одинцово» (суперлига, 4 место в чемпионате России по волейболу).
Играла в ВК «Тулица».
В сезоне 2005—2006 года играла в ВК «Шишли Беледи» (Стамбул).
В сезоне 2009—2010 года играла в ВК «Университет-Визит» (Пенза) (высшая лига А).
С конца 2000-х годов выступала в пляжном волейболе от ЖВК «Обнинск» в паре с Кристиной Косариковой. В 2009 году пара занимала 9—12 места в рейтинге российских пляжных волейболисток.
Кандидат в мастера спорта России.

### Семья
- Отец — Василий Васильевич Ярзуткин (старший), советский волейболист, кандидат в мастера спорта СССР. Тренер-консультант (врач) волейбольного клуба «Обнинск»[1][5].
- Брат — Василий Васильевич Ярзуткин (младший), российский волейболист, спортивный функционер[1].[5].
- Племянники:
  - Дарья Васильевна Суворина (урождённая Ярзуткина, р. 1988) — российская волейболистка[1][5].
  - Артём Васильевич Ярзуткин (р. 1996) — российский волейболист[5][5].
- Муж — Иван Артюхов.

## Достижения
- Победитель и неоднократный призёр Чемпионата России, Кубка России
- Чемпионка мира по профсоюзам (2003)
- Чемпионка мира среди молодёжи до 20 лет (Финляндия)[2].